# Kristine Sutherland
Kristine Sutherland (Boise, Idaho, 17 de abril de 1955) es una actriz conocida por su papel como Joyce Summers, la madre de Buffy en la serie de televisión Buffy la cazavampiros. Realizó sus estudios secundarios en Lexington, Kentucky, donde participó en el programa Tates Creek Drama.

## Primeros años
Nació en Boise, Idaho, en 1955.
Nació como Kristine Young pero cambió su apellido porque se confundía con otra actriz. El apellido "Sutherland" sale de su gato, a quien llamaba "Donald" y luego "Donald Sutherland", quien irónicamente, tuvo un personaje en la película " Buffy The Vampire Slayer" (1992).
Kristine Sutherland no está relacionada con Donald Sutherland o su hijo Kiefer Sutherland.

## Vida personal
Kristine está casada desde 1986, con John Pankow conocido por su papel como "Ira" en Mad About You (1992-1999) y también en Episodes desde 2011 a la actualidad. Con él tiene una hija.

## Filmografía
| Año  | Título                      | Personaje            | Notas             |
| ---- | --------------------------- | -------------------- | ----------------- |
| 1986 | Legal Eagles                | Secretaria #2        | Papel Debut       |
| 1986 | The Art Of Being Nick       |                      |                   |
| 1989 | Querida, encogi a los niños | Mae Thompson         |                   |
| 2002 | El gato regresa             | Naoko Yoshioka (voz) | Doblaje al inglés |
| 2012 | The Perfect wedding         |                      |                   |
| 2016 | Muñeca rusa                 | Marjorie Ames        |                   |

## Series
| Año       | Título                   | Personaje                      | Notas                                |
| --------- | ------------------------ | ------------------------------ | ------------------------------------ |
| 1984      | Remington Steele         | Pamela Jones                   | Episodio "Portrait of a Lady Killer" |
| 1997-2002 | Buffy the Vampire Slayer | Joyce Summers (Madre de Buffy) | 58 episodios                         |
| 2010-2011 | One Life to Live         | Dean Mckencie                  | 4 episodios                          |
| 2013      | The Following            | Madre de Parker                | Episodio "The Fall"                  |